# Керкира (мифология)
Керкира (др.-греч. Κέρκῡρα, позднее имя стало произноситься как Коркира, Κόρκυρα) — в древнегреческой мифологии — нимфа. Дочь Асопа и Метопы. Унесена Посейдоном на остров Схерия, позже названный её именем (ныне Корфу). Родила от него сына Феака (соответствует Навсифою в другой генеалогии). Её статуя находилась в Олимпии.